# Jama sutkowa

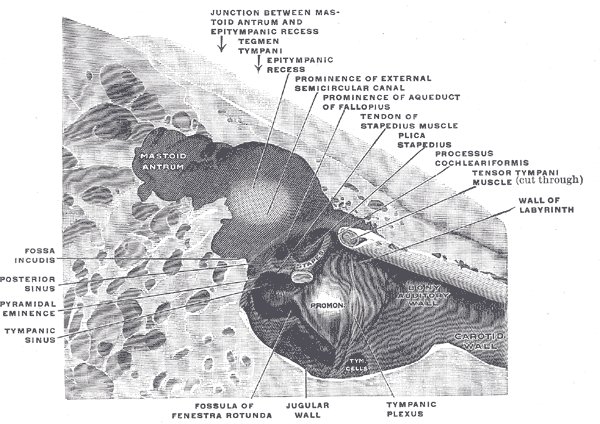
Przekrój kości skroniowej. Jama sutkowa zaznaczona na rysunku jako mastoid antrum

Jama sutkowa (łac. antrum mastoideum) – w anatomii człowieka przestrzeń powietrzna kości skroniowej. Jest największą komórką sutkową. Ku przodowi i dołowi za pośrednictwem wejścia do jamy (łac. aditus ad antrum) łączy się z zachyłkiem nadbębenkowym (attyką) jamy bębenkowej. Przy wejściu do jamy sutkowej przyśrodkowo znajduje się wyniosłość kanału półkolistego bocznego (łac. prominentia canalis semicircularis lateralis) a poniżej wyniosłość kanału nerwu twarzowego (łac. prominentia canalis facialis). Strop jamy sutkowej (pokrywka jamy bębenkowej) graniczy ze środkowym dołem czaszki. Boczną ścianę jamy sutkowej stanowi część sutkowa kości skroniowej a ku górze część łuskowa. Od strony przyśrodkowej jama sutkowa graniczy z piramidą (częścią skalistą) kości skroniowej. Ku tyłowi od jamy sutkowej znajduje się zatoka esowata. W ścianach jamy sutkowej znajdują się liczne małe otworki łączące ją z innymi komórkami sutkowymi. Jama sutkowa jest rozwinięta u noworodka. U dorosłego jest wielkości ziarna fasoli. Podczas procesów zapalnych ucha środkowego może w niej gromadzić się wydzielina ropna. Dalsze rozprzestrzenianie się zakażenia może doprowadzić do zapalenia wyrostka sutkowatego.